# Кампайл
Кампайл (англ. Campile; ирл. Ceann Poill, «глава залива») — деревня в Ирландии, находится в графстве Уэксфорд (провинция Ленстер).
Местная железнодорожная станция была открыта 1 августа 1906 года.
26 августа 1940 года Кампайл попал под бомбардировку Военно-воздушных сил Германии; были убиты три женщины — Мэри Эллен Кент (Mary Ellen Kent, 30 лет), её сестра Кэтрин Кент (Catherine Kent, 26 лет), и Кэтлин Хёрли (Kathleen Hurley, 27 лет).

## Демография
Население — 347 человек (по переписи 2006 года). В 2002 году население составляло 335 человек.
Данные переписи 2006 года:
| Общие демографические показатели |               |                               |                               |      |      |
| Всё население                    | Всё население | Изменения населения 2002—2006 | Изменения населения 2002—2006 | 2006 | 2006 |
| 2002                             | 2006          | чел.                          | %                             | муж. | жен. |
| 335                              | 347           | 12                            | 3,6                           | 151  | 196  |